# Juan de Porres
Juan de Porres (en algunas ocasiones como Juan de Porras y muerto en 1637) fue un escultor y retablista español del siglo XVII. Fue discípulo de Pompeyo Leoni. Es autor, entre otros, de un retablo y sepulcro de García Barrionuevo, los retablos del convento franciscano de Cogolludo. 